# Leucopis piniperda
Leucopis piniperda är en tvåvingeart som beskrevs av Malloch 1921. Leucopis piniperda ingår i släktet Leucopis och familjen markflugor. Inga underarter finns listade i Catalogue of Life.